# Giovanni de Matha
Giovanni de Matha (Faucon-de-Barcelonnette, 23 giugno 1154 – Roma, 17 dicembre 1213) è stato il fondatore dell'Ordine della Santissima Trinità. Conosciuto anche con l'epiteto Doctor Eminens, è venerato come santo dalla Chiesa cattolica. Il suo culto è stato approvato da papa Alessandro VII il 21 ottobre 1666.

## Biografia
Di nobile nascita, studiò teologia a Parigi e nel 1192 venne ordinato sacerdote. Secondo la tradizione agiografica, durante la celebrazione della prima messa gli sarebbe apparso un angelo che gli avrebbe ispirato la fondazione di un ordine religioso destinato al riscatto dei prigionieri cristiani in mano ai mori.
Ottenuto il permesso di papa Innocenzo III, si unì all'eremita Felice di Valois e fondò a Cerfroid, nei pressi di Meaux, una comunità consacrata alla Trinità e posta sotto la protezione della Beata Vergine del Rimedio, di cui Giovanni fu eletto superiore: il nuovo ordine venne approvato dal papa nel 1198.
Venne anche a Roma, sotto la protezione di Innocenzo III, dove fondò un convento ed un ospedale per i pellegrini nei pressi della Chiesa di San Tommaso in Formis al Celio, a lui affidata dal Papa. Qui, nel 1209, incontrò San Francesco d'Assisi al quale diede asilo divenendone amico.
La sua memoria liturgica cade il 17 dicembre; l'8 febbraio nella messa tridentina.